# Raul Carlos Briquet
Raul Carlos Briquet (Limeira, 8 de fevereiro de 1887 – São Paulo, 5 de setembro de 1953) foi um médico, psicólogo, pesquisador e professor universitário brasileiro.
Médico e professor, Raul foi um dos pioneiros do ensino da Psicologia Social no Brasil. Formado pela Faculdade de Medicina do Rio de Janeiro, dedicou-se à Ginecologia e Obstetrícia. 

## Biografia
Raul nasceu na cidade de Limeira, no interior de São Paulo, em 1887. Era filho do engenheiro francês Edouard L. Briquet e de Ana Rosa Constança Baumgart Briquet. Raul era o quarto filho do casal e seus outros três irmãos se chamavam Estela, Luis e Marinho. Sua mãe tivera uma educação bastante refinada para a época e assim Raul teve acesso a várias áreas de conhecimento enquanto crescia como medicina, psicologia, filosofia, educação e artes.
Raul estudou no Instituto de Ciências e Letras de São Paulo (depois incorporado à Universidade de São Paulo) e na Faculdade Nacional de Medicina, no Rio de Janeiro (depois incorporada à Universidade Federal do Rio de Janeiro), diplomando-se em 1911. Ao concluir o curso, retornou a São Paulo, onde se especializou em ginecologia e obstetrícia.

## Carreira
Tornou-se médico da Maternidade de São Paulo, onde atendia mil gestantes ao ano. Dividia seu tempo entre a prática da medicina e a pesquisa científica. Interessou-se pelo estudo de diagnóstico da gravidez, o que o levou a estudar o método diagnóstico desenvolvido por Emil Abderhalden, com o próprio autor. Como resultado, publicou em 1914 “Diagnóstico da Gravidez pela Diályse-reacção de Abderhalden”.
Em 1925, prestou concurso na Faculdade de Medicina e Cirurgia de São Paulo, onde assumiu a cátedra de clínica obstétrica e puericultura neonatal. Pioneiro do ensino da enfermagem, interessou-se pela formação de profissionais que auxiliassem o obstetra nos partos. Assim surgiria a escola de obstetrizes a fim de melhor atender o preparo das parteiras.
Com Francisco Franco da Rocha, Durval Marcondes e Lourenço Filho, participou da criação da Sociedade Brasileira de Psicanálise em 1927, primeira entidade associativa dos psicanalistas brasileiros, tendo sido seu vice-presidente. Com a criação da Universidade de São Paulo em 1934, Raul assumiu a cátedra clínica obstétrica e puericultura neonatal e também fez parte do conselho universitário. Em 1931, publicou o livro Elementos de Enfermagem e, no ano seguinte, publicou Obstetrícia Operatória. Em 1939 publicou Obstetrícia Normal, que teve várias edições em 1970, 1981 e 1987.
Em 1943 foi diretor-geral dos cursos de enfermagem e socorros de guerra da II Região Militar, onde pode organizar a publicação do livro Manual da Socorrista de Guerra, material que definiu as atribuições de socorrista. Em 1944 publicou Lições de Anestesiologia. Raul também abriu uma escola de obstetrícia em São Paulo, onde orientou vários trabalhos e estudantes na área. Foi um dos pioneiros na assistência ao recém-nascido em berçários. Foi um ferrenho crítico ao uso de fórceps nos partos e combatia a espera prolongada sem assistência à gestante, o que poderia levar a danos cerebrais ao bebê.
No começo dos anos 1930, Raul e outros intelectuais da época, participaram da criação da Sociedade Paulista de Filosofia e Letras. Participou também da criação da Escola Livre de Sociologia e Política de São Paulo, em 1933. Foi convidado para a aula inaugural da recém-criada cátedra de psicologia social, o primeiro curso em nível superior dessa matéria no Brasil. Seu livro Psicologia Social, publicado em 1935 e resultado de suas aulas no curso de psicologia, foi a primeira obra nessa área no país.
Raul foi um dos pioneiros da Escola Nova, tendo sido assinante do “Manifesto dos Pioneiros da Escola Nova” (1932), considerado um dos mais importantes documentos educacionais brasileiros. Sua atuação na área levou à sua posse na Academia Paulista de Letras, ocupando a cadeira de número 38, cujo patrono é Navarro de Andrade.

## Morte
Raul já estava acamado há vários dias quando faleceu em 5 de setembro de 1953, em São Paulo, aos 66 anos.

## Homenagem
Em virtude de sua contribuição à psicologia, particularmente de forma pioneira à psicologia social, Briquet foi eleito, por unanimidade, patrono da cadeira de núemro 12 da Academia Paulista de Psicologia.